# Altes Pastorat (Heide)

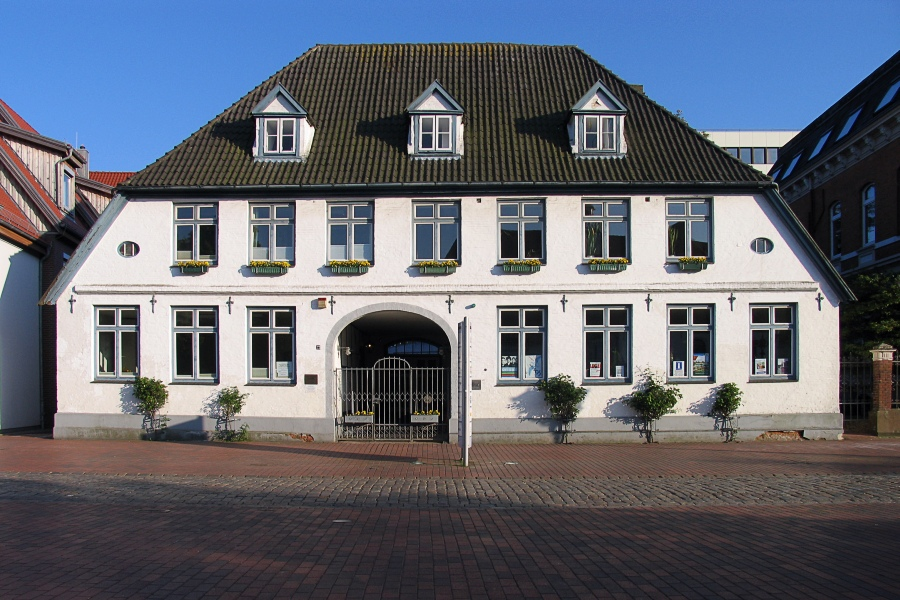
Altes Pastorat, Marktseite

Das Alte Pastorat ist das Hauptpfarrhaus der Stadt Heide in Dithmarschen. Es liegt unweit der Hauptkirche St. Jürgen. Im Gebäude wurde die Dichterin Sophie Dethlefs geboren. Es steht mit der Objekt-ID 3082 unter Denkmalschutz.

## Geschichte
Das „Alte Pastorat“ wurde 1739 von Johann Georg Schott erbaut und ist eines der am besten erhalten historischen Gebäude der Stadt Heide. Es bildet zusammen mit der St.-Jürgen-Kirche und dem Dreetörnhus am Südermarkt ein historisches Ensemble.
Am 10. Februar 1806 wurde im Alten Pastorat die Dichterin Sophie Dethleffs geboren, die heute zu den bedeutendsten Niederdeutschen Lyrikerinnen zählt.
Ab Januar 2022 wurde das Alte Pastorat aufwändig restauriert. Die Wiedereröffnung fand im November 2023 statt. Seither dient es wieder als Hauptpfarramt des Kirchenkreises Dithmarschen. Während der Bauarbeiten befand sich dieses in den Gemeinderäumen neben der Erlöserkirche. Seit September 2023 befinden sich Beratungsstellen des Diakonischen Werkes des Kirchenkreises Dithmarschen, der Weltladen und die Kirchengemeinde Heide unter einem Dach.

## Architektur
Das Gebäude wurde im Stil des Barock errichtet.